# Coluber scortecci
Coluber scortecci este o specie de șerpi din genul Coluber, familia Colubridae, descrisă de Lanza 1963.
Este endemică în Somalia. Conform Catalogue of Life specia Coluber scortecci nu are subspecii cunoscute.